# 아시안컵 야구 대회
아시안컵 야구 대회(아시아 야구 컵, 亞洲盃棒球賽, Asia Baseball Cup, Asian Baseball Cup, Asian Cup Baseball Championship)는 아시아 야구신흥국들의 야구 발전을 위한 대회로서 아시아 야구 연맹이 주관하는 대회이다. 1995년 필리핀 마닐라에서 첫 대회가 개최되었고 평균 2년 주기로 개최되었다. 아시아 야구 강국인 대한민국, 일본, 대만을 제외한 나머지 국가들이 주로 출전하는 아시아 하위리그(B-Level) 야구 대회로서 아시아 야구 선수권 대회(Asian Baseball Championship)의 예선전 역할도 수행한다. 이전 아시아 야구 선수권 대회 성적에 따라 아시아 야구 4,5위권인 중국과 필리핀도 가끔씩 출전했던 대회로 이전 아시아 야구 선수권 대회 5위권 밖의 팀들이 예선전을 펼쳤고 이 대회에 상위권 성적을 낸 팀들이 아시아 야구 선수권 대회 본선 출전 자격을 얻었다.
2012년 10회 대회 때부터는 지역 간에 거리 이동 문제를 해결하기 위해 동부 아시아 지역(Eastern Division)과 서부 아시아 지역(Western Division)으로 분리 개최하게 되었다. 그러면서 아시아 야구 랭킹 순위 상위 4팀까지만 아시아 야구 선수권 대회 자동 본선출전을 하게 되었고 나머지 팀들이 예선전인 아시안컵 야구 대회에 2개조로 나뉘어 동•서부 각조 우승팀이 아시아 야구 선수권대회에 진출하는 방식으로 바뀌었다. 2017년 대회부터는 동아시아와 서아시아 각각 상위 2개팀으로 아시아 야구 선수권 대회 본선 출전국이 확대되었다.
한편 2020년 발생된 세계적인 코로나19 범유행으로 2020년 동아시안컵 야구대회와 2021년 서아시안컵 야구대회는 취소가 되었다.

## 역대 대회 결과

### 2012년 이전
| 년도 | 개최국/도시  |                | 우승       | 준우승     | 3위 | 참가국수 |
| ---- | ------------ | -------------- | ---------- | ---------- | --- | -------- |
| 1995 | 마닐라       | 필리핀         | 태국       | 인도       | 7   |          |
| 1997 | 방콕         | 태국           | 인도네시아 | 파키스탄   | 5   |          |
| 1999 | 찬디가르     | 필리핀         | 인도       | 말레이시아 | 4   |          |
| 2001 | 자카르타     | 인도네시아     | 파키스탄   | 태국       | 6   |          |
| 2002 | 방콕         | 중화인민공화국 | 파키스탄   | 태국       | 6   |          |
| 2004 | 방콕         | 태국           | 파키스탄   | 인도네시아 | 6   |          |
| 2006 | 라왈핀디     | 파키스탄       | 홍콩       | 태국       | 5   |          |
| 2009 | 방콕         | 인도네시아     | 파키스탄   | 스리랑카   | 8   |          |
| 2010 | 이슬라마바드 | 파키스탄       | 홍콩       | 태국       | 4   |          |

### 2012년 이후

#### 동아시아컵
| 년도 | 개최국/도시 |           | 우승       | 준우승    | 3위 | 참가국수 |
| ---- | ----------- | --------- | ---------- | --------- | --- | -------- |
| 2012 | 빠툼타니    | 필리핀    | 태국       | 홍콩      | 5   |          |
| 2015 | 자카르타    | 필리핀    | 인도네시아 | 스리랑카  | 6   |          |
| 2018 | 홍콩        | 필리핀    | 태국       | 홍콩      | 5   |          |
| 2020 | -           | 대회 취소 | 대회 취소  | 대회 취소 | -   |          |
| 2023 | 방콕        | 필리핀    | 홍콩       | 태국      | 7   |          |
| 2024 | 마발라캇    | 필리핀    | 홍콩       | 태국      | 7   |          |

#### 서아시아컵
| 년도 | 개최국/도시  |            | 우승       | 준우승       | 3위 | 참가국수 |
| ---- | ------------ | ---------- | ---------- | ------------ | --- | -------- |
| 2012 | 라호르       | 파키스탄   | 스리랑카   | 이란         | 4   |          |
| 2013 | 라호르       | 파키스탄   | 스리랑카   | 아프가니스탄 | 4   |          |
| 2015 | 이슬라마바드 | 파키스탄   | 이란       | 인도         | 4   |          |
| 2017 | 이슬라마바드 | 스리랑카   | 파키스탄   | 이란         | 5   |          |
| 2019 | 콜롬보       | 스리랑카   | 파키스탄   | 인도         | 6   |          |
| 2021 | 카라지       | 대회 취소  | 대회 취소  | 대회 취소    | -   |          |
| 2023 | 이슬라마바드 | 파키스탄   | 팔레스타인 | 스리랑카     | 7   |          |
| 2025 | 카라지       | 팔레스타인 | 파키스탄   | 이란         | 7   |          |